# Negativerklärung
Die Negativerklärung oder Negativklausel ist eine in unbesicherten Kreditverträgen oder in Anleihebedingungen enthaltene Zusicherung des Schuldners in Form einer Klausel, dass er künftigen Gläubigern keine Kreditsicherheiten zur Verfügung stellen wird oder gleichzeitig den von der Erklärung begünstigten Gläubigern gleichwertige Sicherheiten anbieten wird. Sie gehört zu den Standards der Non-Financial Covenants.

## Inhalt
Gläubiger von Blankokrediten sind daran interessiert, dass sie gleichrangig vom Schuldner bedient und behandelt werden. Dieses Interesse leitet sich vom Grundsatz Par conditio creditorum ab, der die Gleichbehandlung der Gläubiger fordert.
Die Kreditinstitute gewähren unbesicherte Kredite im Hinblick auf die Vermögenssituation eines Kreditnehmers und vertrauen auf deren Bestand während der Kreditlaufzeit. Um den Vermögensbestand des Kreditnehmers während der Kreditlaufzeit nicht zu gefährden, enthält die Negativerklärung Verfügungs-, Belastungs- sowie Verpflichtungsverbote, soweit diese Geschäfte zum Zwecke der Kreditsicherung eingegangen werden (allgemeines Besicherungsverbot). Dem Schuldner darf zwar durch die Negativerklärung verboten werden, über veräußerliche Rechte zu verfügen (§ 137 Satz 2 BGB), dennoch verliert der Kreditnehmer nicht seine (dingliche) Verfügungsbefugnis (§ 137 Satz 1 BGB). Dies bedeutet, dass durch die Negativerklärung dem Schuldner ein gesetzlich vorgesehenes Verbot zur Veräußerung oder nur Belastung seines Vermögens ausgesprochen werden darf. Hält er sich jedoch nicht daran, so sind die von ihm gleichwohl vorgenommenen Veräußerungen oder Belastungen Dritten gegenüber rechtswirksam. 
Mit der Negativklausel verpflichtet sich ein Kreditnehmer oder Anleiheschuldner gegenüber dem unbesicherten Gläubiger, für keine andere Verbindlichkeit Sicherungsrechte einzuräumen, ohne zugleich und im gleichen Rang für die von der Klausel begünstigten Verbindlichkeiten selbst vergleichbare Sicherheiten zu bestellen. Die Negativklausel soll also eine die Gläubiger diskriminierende Besicherung verhindern. Dabei kommt die Negativerklärung der Pari-passu-Klausel inhaltlich sehr nahe. Der Unterschied zwischen der Pari-Passu-Klausel und der Negativklausel besteht darin, dass die Pari-Passu-Klausel eine Gleichrangigkeitszusicherung darstellt, während die Negativklausel eine Gleichstellungsverpflichtung beinhaltet.

## Arten
Negativklauseln finden sich in fast allen Konsortialkreditverträgen als Standard der LMA, sind aber bereits auch in den mittelständischen Bereich vorgedrungen. Auch bei Immobilienfinanzierungen werden sie eingesetzt. Sie werden regelmäßig auch in Anleihebedingungen für unbesicherte Anleihen genutzt. Die Inhalte der Klausel weisen, im Unterschied zu anderen Klauseln in Kreditverträgen oder Anleihebedingungen, einen sehr niedrigen Standardisierungsgrad auf. Je nach Verpflichtungsumfang können rechtssystematisch folgende Arten unterschieden werden. 
- Standard-Negativerklärung:

Der Kreditnehmer verpflichtet sich hierin lediglich, während der Kreditlaufzeit ohne Einwilligung einer Bank künftig keinen anderen Gläubigern Sicherheiten zur Verfügung zu stellen, ohne der Bank gleichzeitig gleichwertige Sicherheiten anzubieten. Sie ist in dieser globalen Formulierung sehr undifferenziert, sodass präzisere Varianten vorzuziehen sind.
- Erweiterte Negativerklärung:

Darüber hinaus kann sich der Kreditnehmer verpflichten, ohne  Einwilligung der Bank sein Vermögen weder ganz noch teilweise zu  belasten. Um hier einer sittenwidrigen Knebelung vorzubeugen, müssen Veräußerungen oder Belastungen des Umlaufvermögens im Rahmen des üblichen Geschäftsbetriebes ausdrücklich gestattet werden.
- Positiverklärung:

beinhaltet über den obigen Umfang hinaus die Verpflichtung des Kreditnehmers, unter bestimmten Voraussetzungen (z. B. Nicht-Einhaltung von Bilanzrelationen, Verschlechterung der Eigenkapitalquote unter eine vertraglich fixierte Mindestquote; Covenants als aufschiebende Bedingung) eine möglichst konkret beschriebene Sicherheit zu bestellen. Diese Sicherheit muss einen Bestimmbarkeitsgrad erreichen, der bei Eintritt der Bedingung einen konkreten Rechtsanspruch der Bank auf die beschriebene Kreditsicherheit auslöst.
- Umwandlungsrecht:

Im Umwandlungsrecht versichert die Negativerklärung, dass eine Klage gegen die Wirksamkeit des Umwandlungsbeschlusses nicht oder nicht fristgerecht erhoben oder eine solche Klage rechtskräftig abgewiesen oder zurückgenommen worden ist (§ 16 Abs. 2 Satz 1 UmwG; § 125 Satz 1, § 198 Abs. 3 i. V. m. § 16  Abs. 2 Satz 1 UmwG).
Der Status bis zur Abgabe der Negativerklärung bleibt bei allen drei Varianten unangetastet, sie sichern mithin einen bestehenden Status quo und die künftige Entwicklung.

## Verfügungs-, Verpflichtungs- und Belastungsverbote
Die Vertragsparteien wollen mit solchen Verboten jede Art der Sicherheitenbestellung zu Kreditsicherungszwecken erfassen. Als Verfügungen (englisch „disposals“) sind in erster Linie die Sicherungsübereignung von Gegenständen sowie die Zession berücksichtigt. Auch Veräußerungen im Rahmen eines unechten Factoring, die Diskontierung von Forderungen und Sale-and-lease-back-Geschäfte fallen hierunter, sofern die Transaktion wirtschaftlich eine Kreditgewährung darstellt und der Verkauf Kreditsicherungsfunktion hat. Das Belastungsverbot (englisch „encumbrance“) betrifft die Bestellung dinglicher Rechte wie Grundpfandrechte, dingliche Nutzungsrechte mit Sicherungscharakter und Pfandrechte. Gegenstand des Verpflichtungsverbots (englisch „contingencies“) sind in erster Linie Bürgschaften, Garantien sowie sonstige Haftungsübernahmen durch den Kreditnehmer zum Zweck der Kreditsicherung. Der Umfang des Besicherungsverbots wird in einem Kreditvertrag nach anglo-amerikanischem Vorbild maßgeblich von der Regelung über die Ausnahmen (englisch „Permitted Encumbrances“) bestimmt. Dieser Ausnahmekatalog enthält insbesondere die bei Abschluss des Kreditvertrags existierenden Sicherheiten, gesetzliche Pfandrechte, Eigentumsvorbehalte im gewöhnlichen Geschäftsbetrieb und sonstige Belastungen, die einen bestimmten Höchstbetrag (englisch „Threshold amount“) an Kreditverbindlichkeiten besichern.
Die Negativerklärung wird regelmäßig auch die Tochtergesellschaften des Kreditnehmers einbeziehen müssen, wodurch sich der Kreditnehmer verpflichtet, die Einhaltung der Verfügungsverbote durch entsprechende Weisungen konzernintern durchzusetzen. Günstiger ist es aus Sicht der Gläubiger, wenn diese Tochtergesellschaften die Negativerklärung selbst abgeben.

## Besonderheiten
Bei der Einbeziehung einer Negativklausel sind Besonderheiten zu berücksichtigen. Veräußerungen oder Belastungen des Umlaufvermögens im Rahmen des üblichen Geschäftsbetriebs müssen innerhalb der erweiterten Negativerklärung ausdrücklich erlaubt bleiben, weil dem Kreditnehmer ansonsten jeder kaufmännische Handlungsspielraum genommen wird und die Gefahr der sittenwidrigen Knebelung besteht. Die Erlaubnis erstreckt sich nur auf das Umlaufvermögen, sodass Veräußerungen oder Belastungen des Anlagevermögens (einschließlich der Beteiligungen) ohne Einwilligung des Gläubigers nicht vorgenommen werden dürfen. 
Ist eine Bank bereits Gläubigerin eines Grundpfandrechtes, so muss die Negativerklärung die bereits zugunsten der Bank belasteten Grundstücke ausdrücklich ausklammern. Nach § 1136 BGB sind nämlich jene Vereinbarungen nichtig, durch die sich der Grundstückseigentümer gegenüber einem Grundpfandgläubiger verpflichtet, das Grundstück weder zu veräußern noch weiter zu belasten.
Die AGB sehen in Ziff. 13 AGB-Banken/Ziff. 22 Nr. 1 AGB-Sparkassen einen Nachbesicherungsanspruch vor, wonach die Bestellung oder Verstärkung von Kreditsicherheiten aufgrund einer Veränderung der Risikolage beim Kunden erforderlich wird. Dieses Nachbesicherungsrecht ist eine Art der Positiverklärung, die für alle Kundenbeziehungen gelten soll, bei denen keine kreditvertraglichen Positiverklärungen vereinbart wurden. Nach herrschender Meinung ist dieser aus den AGB resultierende Anspruch nicht von vorneherein auf eine bestimmte Sicherheit, sondern allgemein auf die Stellung bankmäßiger Sicherheiten gerichtet, sodass dem Schuldner die freie Wahl unter verschiedenen Vermögensbestandteilen bleibt. Es handelt sich damit um eine so genannte inkongruente Deckung. Derartige inkongruente Kreditsicherheiten sind insolvenzrechtlich anfechtbar und müssen von dem betroffenen Kreditinstitut in der Insolvenz des Kreditnehmers herausgegeben werden. Damit ist der Nachbesicherungsanspruch und die hiernach bestellte Sicherheit nur solange rechtlich einwandfrei, wie es nicht zur Insolvenz des Kunden kommt.
Die nicht auf eine konkrete Kreditsicherheit abgestellte nachträgliche Besicherung aus einer Negativerklärung ist in der Krise des Kreditnehmers nach § 131 InsO anfechtbar, weil die Bestellung/Verstärkung von Sicherheiten für bestehende Kredite keine kongruente Deckung darstellt. Ausnahmen bilden die konkret bezeichneten Kreditsicherheiten, die im Wege einer Negativ- oder Positivklausel so genau bestimmt sind, dass sie von anderen Bestandteilen des Schuldnervermögens unterscheidbar sind.  
Für das Umlaufvermögen wird der Ausnahmetatbestand des „üblichen/gewöhnlichen Geschäftsbetriebes“ („ordinary course of business“) verwendet. Hierbei handelt es sich um einen unbestimmten Rechtsbegriff. Verfügungen oder Belastungen im Rahmen des üblichen Geschäftsbetriebes werden ausdrücklich zwecks Vermeidung der Knebelung zugelassen. Was als unüblich oder ungewöhnlich im Rahmen der Geschäftstätigkeit gilt, hängt einerseits von Branche und Geschäftszweck (Handelsregister) des betroffenen Unternehmens ab, andererseits werden hierunter auch Veräußerungen der Erzeugnisse zu marktunüblichen Konditionen subsumiert. Verschleuderungen der Warenbestände zählen somit nicht zum üblichen Geschäftsbetrieb. Sofern nicht besonders erwähnt, gehören in bestimmten Branchen die Lieferungen unter Eigentumsvorbehalt zum gewöhnlichen Geschäftsbetrieb. Wenn jedoch der Eigentumsvorbehalt von Lieferanten erstmals vereinbart wird, beginnt bereits die Phase eines nicht üblichen Geschäftsbetriebes.

## Beeinträchtigungen
Die Negativerklärung muss möglichst lückenlos sein, damit ihre Wirksamkeit nicht verfehlt wird. Außerdem muss sie einen Grad der Verbindlichkeit erreichen, dem Verpflichtungscharakter zukommt. Dazu ist erforderlich, dass sie einerseits die Verfügungs-, Belastungs- und Verpflichtungsverbote genau beschreibt und andererseits die erforderlichen Ausnahmetatbestände ebenso genau definiert. Streng genommen erfasst nämlich die Standard-Negativerklärung auch durch Eigentumsvorbehalt gesicherte Lieferantenkredite, denn der Eigentumsvorbehalt ist „Sicherheit für dritte Gläubiger“. Diese übliche Lieferantensicherheit soll aber durch die Negativerklärung nicht verboten werden, weil sie zum üblichen Geschäftsbetrieb gehört. Das wissen alle Beteiligten, sodass einer dennoch in dieser Form abgegebenen undifferenzierten Erklärung keine justiziable Bedeutung zukommen kann. 
Auch die Veräußerung von Anlagevermögen zu marktüblichen Preisen kann durch eine Standard-Negativerklärung nicht verhindert werden. Das auf Basis einer Negativerklärung kreditnehmende Unternehmen darf etwa im Rahmen eines „sale-and-lease-back“ ein Grundstück oder Gebäude veräußern und zurückmieten. Damit hat es wirtschaftlich die Haftungsmasse geschmälert, ohne formal die Negativerklärung verletzt zu haben. Revalutierungen bereits eingetragener Grundschulden durch denselben Gläubiger sind auch trotz bestehender Negativerklärung weiterhin möglich, weil es nicht zu einer neuen grundbuchlichen Belastung des Grundbesitzes kommt. Wenn bestehende Grundschulden, die nicht zugunsten des durch die Negativerklärung Begünstigten im Grundbuch eingetragen sind, jedoch an andere Gläubiger abgetreten werden sollen, so greift die Negativerklärung, weil Abtretungen gegen das Verfügungsverbot im Rahmen der Negativerklärung verstoßen würden.

## Rechtsfolgen
Der Schuldner verliert trotz abgegebener Negativerklärung nicht seine dingliche Verfügungsbefugnis über sein unbelastetes Vermögen (§ 137 Satz 1 BGB). Daher sind abredewidrig vorgenommene Sicherheitenbestellungen zu Gunsten anderer Gläubiger sachenrechtlich uneingeschränkt wirksam.
Hält der Kreditnehmer die Negativerklärung nicht ein und bestellt er für andere Gläubiger Sicherheiten, ohne den Gläubiger abredegemäß zu informieren oder ihm zugleich gleichwertige Sicherheiten anzubieten, so hat er gegen den Kreditvertrag verstoßen und eine vertragliche Nebenpflicht verletzt. Eine Bank kann dann entscheiden, ob sie am Kreditverhältnis weiter festhalten kann oder ob wegen der Schwere der Vertragsverletzung ein Aufrechterhalten des Kreditverhältnisses für sie nicht zumutbar ist. Im Falle der Unzumutbarkeit kann die Bank vom Vertrag zurücktreten (§ 325 BGB). Die Nichteinhaltung der Negativerklärung löst auch Kündigungsmöglichkeiten aus, die sich aus der Default-Klausel eines Kreditvertrages ergeben können. In die beispielhafte Aufzählung der außerordentlichen Kündigungsgründe aus wichtigem Grund fällt auch die schuldhafte Verletzung von Vertragspflichten durch den Kreditnehmer.